# 约翰·齐曼
约翰·齐曼（英語：John Michael Ziman，1925年5月16日—2005年1月2日）是一位英国出生的新西兰物理学家和人文主义者，主要研究领域为凝聚态物理学教授，主要作品有《真科学：它是什么，它指什么》（Real Science: What It Is and What It Means）、《元科学导论》（An Introduction to Science Studies: The Philosophical and Social Aspects of Science and Techonology）、《知识的力量：对科学与社会关系史的考察》（The Force of Knowledge: The Scientific Dimension of Society）等。